# Карвахаль де ла Унион, Луис Фирмин де
Луис Фирмин де Карвахаль Варгас-и-Брюн, 1-й граф де ла Унион (исп. Luis Fermín de Carvajal Vargas y Brun, I conde de la Unión; 1752, Лима, вице-королевство Перу — 20 ноября 1794, Пон-де-Молинс, Каталония) — испанский военачальник эпохи французских революционных войн.

## Биография
Луис Фермин де Карвахаль родился в 1752 году в Лиме в южноамериканских владениях Испании. Младший сын испанского аристократа, гранда Испании, Фермина Франсиско де Карвахаля и Варгаса (исп.; 1722—1797), 1-го герцога де Сан-Карлоса. Король Испании Карл III пожаловал ему титул 1-го графа де ла Унион 2 августа 1778 года. Когда в 1793 году Испания начала войну против революционной Франции, Карвахаль бы комендантом испанской крепости Сан-Фернандо в Фигерасе. Испанская армия под общим командованием талантливого военачальника Антонио Рикардоса в том году (1793) в целом добилась успеха, захватив и удержав часть французской провинции Руссильон. В чине генерал-лейтенанта Карвахаль возглавил дивизию в армии Рикардоса и одержал самостоятельную победу в одном из сражений (англ.). В начале 1794 генерал Рикардос умер в Мадриде, а вскоре скончался и его преемник, генерал ирландского происхождения А. О’Рейли. Следующим командиром армии стал Карвахаль.

## Испанский главнокомандующий
В апреле 1794 года реорганизованная и усиленная французская армия под командованием генерала Жака Франсуа Дюгомье начала в Восточных Пиренеях мощное наступление на испанские опорные пункты во Франции. 30 апреля и 1 мая французы одержали победу над войсками Карвахаля в битве при Булу, вынудив испанскую армию отступить на свою территорию к югу от Пиренеев. В конце мая французы отбили порт Коллиур и блокировали испанский гарнизон форта Бельгард на стратегическом перевале Ле-Пертюс (и форт и перевал ранее были взяты войсками Рикардоса). Граф де ла Унион предпринял две попытки прорвать блокаду форта, однако французами эти попытки были отбиты в двух сражениях. Форт Бельгард пал 17 сентября 1794 года.
Для того, чтобы сдержать наступление французов к югу от Пиренеeв, граф де ла Унион построил укреплённую линию из 90 редутов от Сан-Льоренс-де-ла-Муга до побережья. Эти редуты, однако, оборонялись войсками весьма неравного качества, в диапазоне от испанской королевской гвардии до местного провинциального ополчения.
17 ноября 1794 года французы атаковали укреплённую линию испанцев. В первый день их атака не удалась. 18 ноября был убит Дюгомье и сменивший его генерал Периньон приказал временно прекратить атаки. Однако уже 20 ноября французы, разозлённые гибелью своего командующего, вновь перешли в атаку по всему фронту, прорвали две линии испанской обороны, дошли до сильного 25-пушечного редута Нотр-Дам-дель-Рур, взяли его после трёхчасового боя, и, наконец, к трём часам пополудни овладели ключевой позицией испанской обороны. Видя поражение своих войск, граф де ла Унион возглавил контратаку 1 300 кавалеристов против наступающей французской пехоты, в ходе который был поражён двумя пулями и погиб.
Сражение закончилось полным разгромом испанской армии. Испанские потери составили 10 000 человек, тогда как потери французов — только 3 000. Сменивший де ла Униона военачальник, Херонимо Хирон-Монтесума, маркиз де лас Амарильяс (англ.), отвёл остатки армии с укреплённой позиции, причём была потеряна и крепость Сан-Фернадо. Хотя Хирона вскоре сменил новый талантливый главнокомандующий, георгиевский кавалер Хосе де Уррутия, который сумел несколько уменьшить успехи французов, поражение предопределило исход войны. В июле 1795 года в Базеле был подписан мир, невыгодный для Испании.
Сын военачальника, Хосе Мигель де Карвахаль (1771—1828), известный, как крайний реакционер, в 1814 году, после падения наполеоновской власти в Испании, недолгое время был испанским премьер-министром.